# Rejsebiblioteket.dk
Rejsebiblioteket.dk er et netbibliotek som indeholder anbefalinger af bøger og hjemmesider om en række udenlandske rejsemål.

## Formål
Formålet med Rejsebiblioteket.dk er at give ideer til hvor man kan finde både facts og inspiration til den næste ferierejse – eller kun til drømmene om den... Derfor indeholder netbiblioteket både rejseguider, faglitteratur om mad, drikke, kultur, natur og romaner – både for voksne og børn. Musik og dvd er på vej ind.
Rejsebiblioteket ophørte pr. 1. september 2009 og vedligeholdes ikke længere.

## Organisation
Rejsebiblioteket.dk er udviklet af Vejle Bibliotekerne og Aalborg Bibliotekerne med støtte fra Biblioteksstyrelsen.
Indholdet leveres af bibliotekarer fra Assens Bibliotek, Brønderslev Bibliotek, Centralbiblioteket i Esbjerg, Fredericia Bibliotek, Frederikshavn Kommunes Biblioteker, Faaborg-Midfyn Bibliotekerne, Horsens Bibliotek, Koldingbibliotekerne, Odder Bibliotek, Middelfart Bibliotek, Rebild Bibliotekerne, Risskov Bibliotek, Biblioteket Sønderborg og bibliotekerne i Vejle og Aalborg.

## Ekstern henvisning
- Rejsebiblioteket.dk Arkiveret 5. februar 2007 hos  Wayback Machine

| Bogstak | Spire Denne biblioteksrelaterede artikel er en spire som bør udbygges. Du er velkommen til at hjælpe Wikipedia ved at udvide den. |